# Болешковиці (гміна)
Гміна Болешковіце (пол. Gmina Boleszkowice) — сільська гміна у північно-західній Польщі. Належить до Мисліборського повіту Західнопоморського воєводства.
Станом на 31 грудня 2011 у гміні проживало 2955 осіб.

## Територія
Згідно з даними за 2007 рік площа гміни становила 134.68 км², у тому числі:
- орні землі: 37.00%
- ліси: 52.00%

Таким чином, площа гміни становить 11.35% площі повіту.

## Населення
Станом на 31 грудня 2011:
| Опис     | Загалом | Загалом | Чоловіки | Чоловіки | Жінки | Жінки |
| -------- | ------- | ------- | -------- | -------- | ----- | ----- |
| одиниця  | осіб    | %       | осіб     | %        | осіб  | %     |
| все      | 2955    | 100     | 1503     | 50.86    | 1452  | 49.14 |
| міське   | 0       | 100     | 0        |          | 0     |       |
| сільське | 2955    | 100     | 1503     | 50.86    | 1452  | 49.14 |

## Сусідні гміни
Гміна Болешковіце межує з такими гмінами: Дембно, Костшин-над-Одрою, Мешковіце.